# Jaume Grau Castellà
|  | Per a altres significats, vegeu «Jaume Grau». |

Jaume Grau Castellà (Barcelona, segle xix - Barcelona, 1922) va ser un periodista esportiu i directiu de premsa esportiva català.
Fou el primer gerent i propietari del diari esportiu El Mundo Deportivo, una de les primeres publicacions esportives de Catalunya, nascuda el 1906, i fundada per ell mateix i per Narcís Masferrer i Sala, amb el qual s'alternà en la direcció. Fou director d'aquesta publicació durant els períodes compresos entre 1913 i 1914, i entre 1919 i 1921. L'any 1922 el succeí en la direcció del diari el seu fill Ricard Grau Escoda. El seu net Alejandro Grau de la Herrán també seguí la tradició familiar, com a periodista esportiu i vinculat al diari que fundà el seu avi.